# Ambassa
Ambassa is een census town in het district Dhalai van de Indiase staat Tripura. 

## Demografie
Volgens de Indiase volkstelling van 2001 wonen er 6052 mensen in Ambassa, waarvan 54% mannelijk en 46% vrouwelijk is. De plaats heeft een alfabetiseringsgraad van 70%. 